# Grabica (gemeente)
De gemeente Grabica is een landgemeente in het Poolse woiwodschap Łódź, in powiat Piotrkowski.
De zetel van de gemeente is in Grabica.
Op 30 juni 2004 telde de gemeente 6104 inwoners.

## Oppervlakte gegevens
In 2002 bedroeg de totale oppervlakte van gemeente Grabica 127,24 km², waarvan:
- agrarisch gebied: 86%
- bossen: 10%

De gemeente beslaat 8,9% van de totale oppervlakte van de powiat.

## Demografie
Stand op 30 juni 2004:
| Omschrijving                   | Totaal | Totaal | Vrouwen | Vrouwen | Mannen | Mannen |
| ------------------------------ | ------ | ------ | ------- | ------- | ------ | ------ |
| eenheid                        | aantal | %      | aantal  | %       | aantal | %      |
| inwoners                       | 6104   | 100    | 3089    | 50,6    | 3015   | 49,4   |
| bevolkingsdichtheid (inw./km²) | 48     | 48     | 24,3    | 24,3    | 23,7   | 23,7   |

In 2002 bedroeg het gemiddelde inkomen per inwoner 1388,25 zł.

## Administratieve plaatsen (sołectwo)
Boryszów, Brzoza, Cisowa, Dziewuliny, Grabica, Gutów: Gutów Duży en Gutów Mały, Kafar, Kamocinek, Kobyłki, Krzepczów, Lubanów, Lubonia, Lutosławice Rządowe, Majdany, Majków-Folwark, Majków Mały, Majków Średni, Olendry, Ostrów, Papieże, Polesie, Rusociny, Szydłów, Szydłów-Kolonia, Twardosławice, Zaborów, Żądło, Żeronie, Żychlin.

## Aangrenzende gemeenten
Dłutów, Drużbice, Moszczenica, Piotrków Trybunalski, Tuszyn, Wola Krzysztoporska